# Conclave del 1774-1775
Il conclave del 1774-1775 venne convocato a seguito della morte del papa Clemente XIV e si concluse con l'elezione del papa Pio VI.

## Morte di Clemente XIV
Durante tutto il suo pontificato, Clemente XIV non godette mai di buona salute. Lo stress causato dal delicato ruolo che ricopriva ne minò il fisico cagionandogli stati di depressione ricorrenti e l'ossessione che la sua vita fosse in pericolo, nonché di finire avvelenato.
Recatosi a Castel Gandolfo per riprendersi, tuttavia, il 14 settembre 1774 contrasse una violenta febbre. Nelle giornate del 19 e del 20 ricevette un salasso ma le sue condizioni si aggravarono. Il 20 settembre il cardinale Malvezzi, Datario apostolico, consigliò al papa che sarebbe stato appropriato e necessario che ricevesse il viatico. Mercoledì 21, alle sette di sera, papa Clemente ricevette l'estrema unzione in presenza dei cardinali e dei vertici degli ordini religiosi. Nelle ore successive le sue condizioni peggiorarono repentinamente e la morte sopraggiunse nella sera del 22 settembre. Il rapido processo di decomposizione in cui incorse il corpo del pontefice dette adito all'ipotesi dell'avvelenamento, prontamente smentita dalla ricognizione dell'archiatra pontificio.
Il 24 settembre la salma fu collocata sul catafalco all'interno della Cappella Sistina e quindi sepolta, dopo i novendiali, nella Basilica Vaticana.

## Il Conclave
Il conclave ebbe inizio il 5 ottobre 1774, con, inizialmente, solo 28 partecipanti. Alla metà del mese di dicembre il loro numero raggiunse i 39 e prima del termine del conclave ne arrivarono altri cinque.
Il 21 luglio 1773 Clemente XIV aveva sciolto la Compagnia di Gesù dietro le pressioni delle principali potenze cattoliche del tempo (tra cui Spagna e Francia). Le votazioni del conclave furono subito dominate dall'interpretazione, se liberale o restrittiva, del breve pontificio di soppressione dei Gesuiti. A favore di un'interpretazione moderata si schierarono i cardinali tedeschi e francesi, mentre quelli spagnoli e quelli portoghesi propendevano per un'interpretazione restrittiva.
Ogni giorno si tenne almeno uno scrutinio, ma l'esiguo numero di cardinali presenti rese difficile l'individuazione di un candidato valido. I conservatori proposero il cardinale Marcantonio Colonna, il quale però era impossibile arrivasse alla maggioranza dei due terzi che gli avrebbe garantito l'elezione. Verso la fine del 1774 apparve per la prima il nome del cardinale Giovanni Angelo Braschi, che apparteneva all'ala moderata dei conservatori ed era sempre stato lontano della dispute politiche più accese.

### Le votazioni
Il 5 ottobre 1774, nella manica lunga del Palazzo del Quirinale, ebbe ufficialmente inizio il conclave. La fazione anti-francese era guidata dal vice-decano Giovanni Francesco Albani, cardinale protettore degli interessi imperiali presso la Santa Sede. Il cardinal de Bernis, agente dei Borbone, lavorò con l'ambasciatore spagnolo Florida Blanca per frustrare i piani degli "zelanti" di giungere a una rapida elezione. Questi ultimi infatti volevano agire prima che giungessero i cardinali "ultramontani" anti-gesuiti e pro-Borbone. Florida Blanca si mostrava ben disposto verso il cardinal Pallavicini, che era stato nunzio in Spagna.

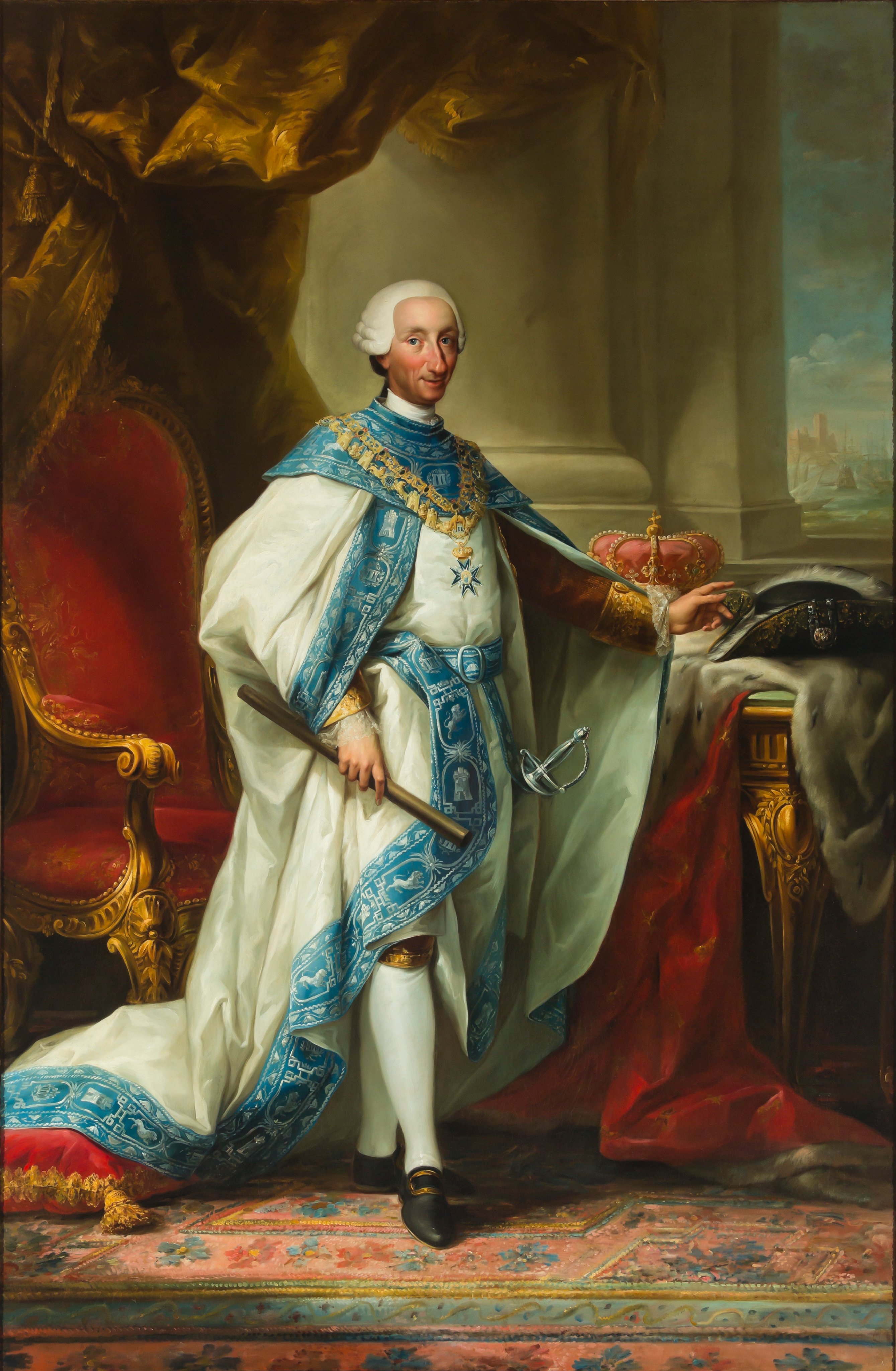
Il re di Spagna Carlo III: i cardinali della fazione dei Borbone, anti-gesuiti, esercitarono notevole influenza nel conclave opponendosi strenuamente agli zelanti

Nel primo scrutinio del 6 ottobre il cardinale Pamphili ricevette 16 voti. Nella giornata successiva, sostenuto dal gruppo pro-Francia, Marcantonio Colonna raggiunse le 14 preferenze. Le giornate successive trascorsero infruttuosamente senza che gli zelanti e le corone (i cardinali che facevano gli interessi delle potenze cattoliche) trovassero un valido candidato per il papato. Il 25 ottobre Mario Marefoschi, Prefetto della Sacra Congregazione dei Riti aveva 16 voti, mentre il cardinal Castelli, Prefetto di Propaganda Fide, 13.
Il 16 novembre si fece un tentativo per il porporato francese de Bernis che tuttavia naufragò quasi subito. Il 19 novembre giunse l'arcivescovo di Vienna, il cardinal Migazzi con le istruzioni della corte imperiale.
Alla fine del mese Carlo III di Spagna, avvalendosi dell'antico ius exclusivae, informò il conclave, tramite il suo cardinale della corona, che poneva il veto contro il cardinale Giovanni Carlo Boschi, considerato troppo filogesuita e antispagnolo.
All'8 dicembre risultava che i cardinali votanti secondo le istruzioni della Corte Borbone erano una ventina. Il 10 dicembre il cardinal de Cardona giunse finalmente a Roma, ma a causa delle sue condizioni di salute, entrò in conclave solamente il 21 dicembre. La vigilia di Natale gli zelanti proposero il nome di Giovanni Angelo Braschi, che tuttavia non incontrò il favore dell'ambasciatore imperiale e dei ministri di Spagna e Portogallo che lo consideravano troppo filo-gesuita.

### La risoluzione della situazione di stallo
Dal 19 gennaio, quando il conclave si trovava a un punto morto, divenne ovvio e inevitabile che le negoziazioni si sarebbero tenute tra i due partiti, gli zelanti e le Corone, per trovare un candidato accettabile da ambo le parti. I candidati degli zelanti che avevano ricevuto più voti erano: Colonna, Pamphili, Torregiani, Negroni, Casale e De Simone. Tuttavia nessuno di questi sarebbe risultato accettabile dalla Spagna secondo l'ambasciatore Blanca. Lo scrutinio del 9 febbraio 1775 portò 7 voti al cardinal Serbelloni, 20 a Bufalini, 16 a Fantuzzi, 13 a Conti e 11 a Malvezzi.
Il 12 febbraio de Bernis ebbe un colloquio con Braschi circa una sua eventuale candidatura per risolvere la situazione di stallo e gli intimò le condizioni per la sua elezione: la fine di ogni possibilità di restaurazione della Compagnia di Gesù, revoca o sospensione della bolla In Coena Domini (promulgata da Pio V, comminava la scomunica ai poteri secolari che cercassero di alienare diritti e proprietà della Chiesa)  e cessazione di ogni pretesa papale su Parma e Piacenza. Braschi si mostrò accondiscendente e il 14 febbraio i due si incontrarono nuovamente per decidere su chi affidare la Segreteria di Stato. Quindi de Bernis non ebbe difficoltà a produrre consenso su Braschi presso il Collegio cardinalizio che il 15 febbraio raggiunse l'unanimità e risultò eletto dopo 134 giorni di conclave, al 265º scrutinio: aveva 57 anni e scelse il nome di Pio VI. Poiché Braschi non era vescovo, il successivo 22 febbraio si procedette alla sua consacrazione episcopale.

## Lista dei partecipanti

### Presenti in conclave
| Nome                                      | Paese                          | Titolo                                                                                                  | Ruolo | Nascita    | Concistoro |
| ----------------------------------------- | ------------------------------ | --- | --- | ---------- | ---------- |
| Giovanni Battista Rezzonico               | Repubblica di Venezia          | Cardinale diacono di San Nicola in Carcere                                                              | Gran Priore di Roma del Sovrano Militare Ordine di Malta | 01/06/1740 | 10/09/1770 |
| Andrea Corsini                            | Granducato di Toscana          | Cardinale presbitero di San Matteo in Merulana                                                          | Prefetto del Supremo Tribunale della Segnatura Apostolica | 11/06/1735 | 24/09/1759 |
| Scipione Borghese                         | Stato Pontificio               | Cardinale presbitero di Santa Maria sopra Minerva                                                       | Legato apostolico di Ferrara | 01/04/1739 | 10/09/1770 |
| Innocenzo Conti                           | Stato Pontificio               | Cardinale presbitero                                                                                    | Nunzio apostolico emerito in Portogallo | 08/02/1731 | 23/09/1771 |
| Pietro Colonna Pamphili                   | Stato Pontificio               | Cardinale presbitero di Santa Maria in Trastevere                                                       | Nunzio apostolico emerito in Francia | 07/12/1725 | 26/09/1766 |
| Enrico Benedetto Stuart                   | Regno di Gran Bretagna         | Cardinale vescovo di Frascati; Cardinale presbitero in commendam di San Lorenzo in Damaso               | Arciprete della Basilica di San Pietro in Vaticano; Presidente della Fabbrica di San Pietro; Vice-Cancelliere di Santa Romana Chiesa | 06/03/1725 | 03/07/1747 |
| Marcantonio Colonna                       | Stato Pontificio               | Cardinale presbitero di Santa Maria della Pace                                                          | Vicario generale di Sua Santità per la Diocesi di Roma; Prefetto del Congregazione per la Residenza dei Vescovi; Arciprete della Basilica Liberiana di Santa Maria Maggiore                                                                                     | 16/08/1724 | 24/09/1759 |
| Carlo Rezzonico                           | Repubblica di Venezia          | Cardinale vescovo di Sabina; Cardinale presbitero in commendam di San Marco                             | Abate commendatario di Summaga; Camerlengo di Santa Romana Chiesa | 25/04/1724 | 11/09/1758 |
| Francesco Carafa della Spina di Traetto   | Regno di Napoli                | Cardinale presbitero di San Clemente                                                                    | Segretario emerito della Congregazione dei Vescovi e Regolari | 29/04/1722 | 19/04/1773 |
| Bernardino Giraud                         | Stato Pontificio               | Cardinale presbitero della Santissima Trinità al Monte Pincio                                           | Abate commendatario di Gorze; Arcivescovo di Ferrara | 14/07/1721 | 17/06/1771 |
| Vitaliano Borromeo                        | Ducato di Milano               | Cardinale presbitero di Santa Maria in Ara Coeli                                                        | Legato apostolico di Romagna | 03/03/1720 | 26/09/1766 |
| Giovanni Francesco Albani                 | Stato Pontificio               | Cardinale vescovo di Porto e Santa Rufina                                                               | Sottodecano del Collegio Cardinalizio | 26/02/1720 | 10/04/1747 |
| Lazzaro Opizio Pallavicini                | Repubblica di Genova           | Cardinale presbitero dei Santi Nereo e Achilleo                                                         | Cardinale Segretario di Stato di Sua Santità; Prefetto della Congregazione della Sacra Consulta; Prefetto della Congregazione di Avignone; Prefetto della Congregazione Lauretana                                                                               | 30/10/1719 | 26/09/1766 |
| Domenico Orsini d'Aragona                 | Regno di Napoli                | Cardinale diacono di Santa Maria ad Martyres                                                            | Duca emerito di Gravina | 05/06/1719 | 09/09/1743 |
| Pasquale Acquaviva d'Aragona              | Regno di Napoli                | Cardinale diacono                                                                                       | Presidente della Legazione di Urbino | 03/11/1718 | 12/12/1770 |
| Giovanni Angelo Braschi                   | Stato Pontificio               | Cardinale presbitero di Sant'Onofrio                                                                    | Abate commendatario di Subiaco | 25/12/1717 | 26/04/1773 |
| Francesco Saverio de Zelada               | Stato Pontificio               | Cardinale presbitero dei Santi Silvestro e Martino ai Monti                                             | Segretario emerito della Congregazione del Concilio; Segretario emerito della Congregazione per la Residenza dei Vescovi | 27/08/1717 | 19/04/1773 |
| Giovanni Costanzo Caracciolo              | Regno di Napoli                | Cardinale diacono di Sant'Eustachio                                                                     | Cardinale protettore della Pontificia Accademia Ecclesiastica; Prefetto del Supremo Tribunale della Segnatura di Grazia | 19/12/1715 | 24/09/1759 |
| Antonio Casali                            | Stato Pontificio               | Cardinale diacono di San Giorgio in Velabro                                                             | Prefetto della Congregazione del Buon Governo | 25/05/1715 | 12/12/1770 |
| François-Joachim de Pierre de Bernis      | Regno di Francia               | Cardinale presbitero di San Silvestro in Capite                                                         | Arcivescovo metropolita di Albi | 22/05/1715 | 02/10/1758 |
| Giovanni Carlo Boschi                     | Stato Pontificio               | Cardinale presbitero dei Santi Giovanni e Paolo                                                         | Penitenziere Maggiore; Prefetto della Congregazione sopra la Correzione dei Libri della Chiesa Orientale | 09/04/1715 | 21/07/1766 |
| Vincenzo Malvezzi Bonfioli                | Stato Pontificio               | Cardinale presbitero dei Santi Marcellino e Pietro                                                      | Arcivescovo metropolita di Bologna | 22/02/1715 | 26/11/1753 |
| Urbano Paracciani Rutili                  | Stato Pontificio               | Cardinale presbitero di San Callisto                                                                    | Arcivescovo metropolita di Fermo | 08/04/1715 | 26/09/1766 |
| Cristoforo Migazzi                        | Principato vescovile di Trento | Cardinale presbitero dei Santi Quattro Coronati                                                         | Arcivescovo metropolita di Vienna; Amministratore apostolico di Vác | 20/10/1714 | 23/11/1761 |
| Gennaro Antonio de Simone                 | Regno di Napoli                | Cardinale presbitero di San Bernardo alle Terme Diocleziane                                             | Vescovo di Pesaro | 17/09/1714 | 15/03/1773 |
| Mario Compagnoni Marefoschi               | Stato Pontificio               | Cardinale presbitero di Sant'Agostino                                                                   | Arciprete della Basilica di San Giovanni in Laterano; Prefetto della Congregazione dei Riti | 10/09/1714 | 29/01/1770 |
| Girolamo Spinola                          | Repubblica di Genova           | Cardinale presbitero di Santa Balbina                                                                   | Legato apostolico emerito di Ferrara | 15/10/1713 | 24/09/1759 |
| Antonio Eugenio Visconti                  | Ducato di Milano               | Cardinale presbitero                                                                                    | Abate commendatario del Monastero di San Pietro all'Olmo; Nunzio apostolico emerito in Austria | 17/06/1713 | 17/06/1771 |
| Francisco de Solís Folch de Cardona       | Regno di Spagna                | Cardinale presbitero dei Santi XII Apostoli                                                             | Arcivescovo metropolita di Siviglia | 16/02/1713 | 05/04/1756 |
| Carlo Vittorio Amedeo Ignazio delle Lanze | Regno di Sardegna              | Cardinale presbitero di Santa Prassede                                                                  | Abate commendatario di Fruttuaria | 01/09/1712 | 10/04/1747 |
| Antonio Branciforte Colonna               | Regno di Napoli                | Cardinale presbitero di Santa Maria in Via                                                              | Legato apostolico di Bologna | 28/01/1711 | 26/09/1766 |
| Andrea Negroni                            | Stato Pontificio               | Cardinale diacono dei Santi Vito, Modesto e Crescenzia                                                  | Segretario dei Brevi Apostolici | 02/11/1710 | 18/07/1763 |
| Giovanni Ottavio Bufalini                 | Stato Pontificio               | Cardinale presbitero di Santa Maria degli Angeli                                                        | Arcivescovo-vescovo di Ancona e Numana; Abate commendatario di Santa Maria di Valdiponte | 17/01/1709 | 21/07/1766 |
| Simone Buonaccorsi                        | Stato Pontificio               | Cardinale presbitero di San Giovanni a Porta Latina                                                     | Abate commendatario dei Santi Vincenzo e Anastasio alle Tre Fontane; Prefetto della Congregazione della Disciplina dei Regolari; Prefetto dell'Economia della Congregazione di Propaganda Fide                                                                  | 17/11/1708 | 18/07/1763 |
| Gaetano Fantuzzi                          | Stato Pontificio               | Cardinale presbitero di San Pietro in Vincoli                                                           | Prefetto della Congregazione dell'Immunità Ecclesiastica | 01/08/1708 | 24/09/1759 |
| Francesco d'Elci                          | Granducato di Toscana          | Cardinale diacono di Sant'Angelo in Pescheria                                                           | Uditore generale emerito della Camera Apostolica | 06/10/1707 | 26/04/1773 |
| Giuseppe Maria Castelli                   | Ducato di Milano               | Cardinale presbitero dei Santi Bonifacio e Alessio                                                      | Prefetto della Congregazione di Propaganda Fide | 04/10/1705 | 24/09/1759 |
| Benedetto Veterani                        | Stato Pontificio               | Cardinale diacono dei Santi Cosma e Damiano                                                             | Prefetto della Congregazione dell'Indice dei Libri Proibiti | 18/10/1703 | 26/09/1766 |
| Paul d'Albert de Luynes                   | Regno di Francia               | Cardinale presbitero di San Tommaso in Parione                                                          | Arcivescovo metropolita di Sens | 05/01/1703 | 05/04/1756 |
| Antonino Sersale                          | Regno di Napoli                | Cardinale presbitero di Santa Pudenziana                                                                | Arcivescovo metropolita di Napoli | 25/02/1702 | 22/04/1754 |
| Ludovico Maria Torriggiani                | Granducato di Toscana          | Cardinale diacono di Sant'Agata alla Suburra                                                            | Cardinale Segretario di Stato emerito di Sua Santità; Prefetto emerito della Congregazione della Sacra Consulta; Prefetto emerito della Congregazione di Avignone; Prefetto emerito della Congregazione Lauretana; Prefetto emerito della Congregazione Fermana | 18/10/1697 | 26/11/1753 |
| Lodovico Calini                           | Ducato di Milano               | Cardinale presbitero di Santo Stefano al Monte Celio                                                    | Prefetto della Congregazione per le Indulgenze e le Sacre Reliquie; Camerlengo del Collegio Cardinalizio | 18/01/1696 | 26/09/1766 |
| Fabrizio Serbelloni                       | Ducato di Milano               | Cardinale vescovo di Ostia e Velletri                                                                   | Decano del Collegio Cardinalizio; Governatore di Velletri | 04/11/1695 | 26/11/1753 |
| Alessandro Albani                         | Stato Pontificio               | Cardinale diacono di Santa Maria in Via Lata; Cardinale diacono in commendam di Santa Maria in Cosmedin | Abate commendatario di Nonantola; Prefetto della Congregazione delle Acque; Cardinale protodiacono; Archivista e Bibliotecario di Santa Romana Chiesa | 15/10/1692 | 16/07/1721 |

### Assenti in conclave
| Nome                                      | Paese                          | Titolo                                            | Ruolo | Nascita    | Concistoro |
| ----------------------------------------- | ------------------------------ | ------------------------------------------------- | --- | ---------- | ---------- |
| Buenaventura Córdoba Espinosa de la Cerda | Regno di Spagna                | Cardinale presbitero di San Lorenzo in Panisperna | Abate ordinario di Alcalá la Real; Patriarca titolare delle Indie Occidentali; Vicario castrense per la Spagna                       | 23/03/1724 | 23/11/1761 |
| Francisco de Saldanha da Gama             | Regno del Portogallo           | Cardinale presbitero                              | Patriarca di Lisbona | 20/05/1723 | 05/04/1756 |
| João Cosme da Cunha                       | Regno del Portogallo           | Cardinale presbitero                              | Arcivescovo metropolita di Évora; Inquisitore generale del Portogallo                                                                | 20/10/1715 | 06/08/1770 |
| Leopoldo Ernesto Firmian                  | Principato vescovile di Trento | Cardinale presbitero                              | Principe-vescovo di Passavia | 22/09/1708 | 14/12/1772 |
| Jean-François-Joseph de Rochechouart      | Regno di Francia               | Cardinale presbitero di Sant'Eusebio              | Vescovo di Laon | 28/01/1708 | 23/11/1761 |
| Franz Konrad von Rodt                     | Sacro Romano Impero            | Cardinale presbitero di Santa Maria del Popolo    | Vescovo di Costanza | 10/03/1706 | 05/04/1756 |
| Louis-Constantin de Rohan                 | Regno di Francia               | Cardinale presbitero                              | Principe-vescovo di Strasburgo; Abate commendatario di Chaise-Dieu                                                                   | 24/03/1697 | 23/11/1761 |
| Charles-Antoine de la Roche-Aymon         | Regno di Francia               | Cardinale presbitero                              | Arcivescovo metropolita di Reims | 17/02/1697 | 16/12/1771 |
| Giuseppe Pozzobonelli                     | Ducato di Milano               | Cardinale presbitero di San Lorenzo in Lucina     | Arcivescovo metropolita di Milano; Cardinale protopresbitero                                                                         | 11/08/1696 | 09/09/1743 |
| Ferdinando Maria de' Rossi                | Granducato di Toscana          | Cardinale presbitero di Santa Cecilia             | Prefetto della Congregazione del Concilio                                                                                            | 03/08/1696 | 24/09/1759 |
| Giovanni Francesco Stoppani               | Ducato di Milano               | Cardinale vescovo di Palestrina                   | Prefetto dell'Economia della Congregazione di Propaganda Fide; Segretario della Congregazione della Romana e Universale Inquisizione | 16/09/1695 | 26/11/1753 |